# Boltizár József
Boldogfalvi Boltizár József (szlovákul: Jozef Boltizár) (Szentjános, 1821. február 4. vagy 1821. február 2. – Esztergom, 1905. május 16. vagy 1905. május 17.) magyar római katolikus pap, esztergomi segédpüspök.

## Pályafutása
A nemesi származású boldogfalvi Boltizár család sarja. Atyja boldogfalvi Boltizár István, uradalmi tiszttartó, anyja Papanek Terézia volt. Gimnáziumi tanulmányait Szentgyörgyön és Tatán végezte. 1840-től a bécsi Pázmáneum növendéke volt. 1844. július 15-én szentelték pappá.
A nyitra vármegyei Újlakon volt káplán, majd Miskolczy Márton püspök szertartója Esztergomban. 1847-től esztergomi helynöki iktató, 1849-től prímási szertartó, 1851-től levéltáros, 1852-től prímási titkár. 1856-tól Selmecbánya plébánosa, majd 1873-tól a város országgyűlési képviselője. Itteni szolgálata alatt támogatta a bányászok szociális igényeit, szerepet játszott a dohánygyár létrehozásában, és megakadályozta a Selmeci Akadémia Bécsbe költöztetését. 1874. október 3-tól esztergomi kanonok.

### Püspöki pályafutása
1875. augusztus 24-én mylasai (milosiai vagy milaszai) címzetes püspökké és esztergomi segédpüspökké nevezték ki. Október 24-én szentelte püspökké Simor János esztergomi érsek, Szabó József esztergomi és Pauer János székesfehérvári segédpüspök segédletével.
1876-tól a nagyszombati Szent Adalbert Társulat (Spolok svätého Vojtecha) szlovák katolikus kulturális egyesület elnöke, ezáltal a szlovák egyháztörténet fontos szereplője volt. Az egyesületet sikeresen megvédte a magyarosítással és a szlovák kulturális-politikai élet belső feszültségeivel szemben. 1882-ben római grófi és pápai prelátusi címet kapott. 1884. augusztus 2-től honti, 1889. december 20-tól székesegyházi főesperes. 1892-től nagyszombati, 1893-tól esztergomi helynök. 1896. február 4-től nagyszombati érseki helynök.
Végrendeletében a város kórházaira, katolikus egyleteire jelentős összeget hagyott. Az esztergomi bazilika kriptájában helyezték nyugalomra.

## Díjak
- konzervatív politikusként Ferenc József-rend kitüntetést kapott.[6]
- Nagyszombat díszpolgára[6]